# جيمس إي. نوريس
جيمس إي. نوريس (بالإنجليزية: James E. Norris)‏ هو لاعب هوكي الجليد أمريكي وكندي، ولد في 10 ديسمبر 1879 في مونتريال في كندا، وتوفي في 4 ديسمبر 1952 في شيكاغو في الولايات المتحدة.